# Apanteles immissus
Apanteles immissus är en stekelart som beskrevs av Papp 1977. Apanteles immissus ingår i släktet Apanteles och familjen bracksteklar. Inga underarter finns listade i Catalogue of Life.